# Ziadete Alá I
Abu Maomé Ziadete Alá I ibne Ibraim (em árabe: أبو محمد زيادة الله بن إبراهيم; romaniz.: Abū Muḥammad Ziādat Allāh ibn Ibrāhīm; m. 10 de junho de 838), também conhecido apenas como Ziadata Alá I ou Ziadete Alá I (em árabe: زيادة الله الأول‎; romaniz.: Ziyadat Alá I ou Ziadet Allah I) foi o terceiro emir aglábida de Ifríquia (atual Tunísia e Argélia Oriental) de 817 até à sua morte.
Sucedeu ao seu irmão Abedalá I (r. 812–817). Durante o seu reinado as relações entre a dinastia reinante por um lado e os juristas e as tropas árabes por outro foram tensas. Quando Ziadete tentou desmantelar as unidades militares  árabes em 824 isso provocou uma grande revolta em Tunes, a qual só foi terminada em 836 com a ajuda dos Berberes.
Ziadete tinha então já iniciado campanhas militares em Itália, numa tentativa de desviar as agitadas tropas árabes, e em 827 começou a conquista gradual da Sicília ao Império Bizantino, comandada pelo cádi Assade ibne Alfurate e a que chamou de modo pomposo jiade marítima. Apesar de inicialmente rechaçados pelos Bizantinos, os invasores conseguiram conquistar Palermo em 831. Lutas internas pelo poder no continente italiano propiciaram mais oportunidades de conquistas e pilhagens — um pedido de ajuda do duque de Nápoles permitiu-lhes estabelecerem uma base no sul de Itália e darem início a raides em larga escala contra os cristãos.
A prosperidade económica do emirado, apesar da agitação política, possibilitou um programa de construções apreciável, que inclui a renovação da Grande Mesquita de Uqueba ibne Nafi em Cairuão e o reforço das defesas de cidades. Após a sua morte, Ziadete Alá foi sucedido pelo seu irmão Abu Ical, que reinou até 841.